# Análise quantitativa (finanças)
A análise quantitativa é o uso de métodos matemáticos e estatísticos em finanças e gestão de investimentos . Quem trabalha na área é chamado de analista quantitativo (quant). Quants tendem a se especializar em áreas que podem incluir estruturação ou precificação de derivativos, gestão de risco, negociação algorítmica e gestão de investimentos. A ocupação é similar a de matemática aplicada. O processo geralmente consiste em pesquisar padrões em vastos bancos de dados, correlações entre ativos líquidos ou padrões de movimento de preços (acompanhamento de tendência ou reversão à média). As estratégias resultantes podem envolver negociação de alta frequência.

Algumas das maiores gestoras de investimentos que usam análise quantitativa no mundo incluem Renaissance Technologies, Winton Group, DE Shaw & Co. e AQR Capital Management. No Brasil se destacam Giant Steps e a Kadima.

## Educação
Os analistas quantitativos geralmente são formados em matemática financeira, engenharia financeira, matemática aplicada, física ou engenharia. E, além disso, a análise quantitativa é uma importante fonte de empregos para pessoas com PhD em matemática e física ou com mestrado em matemática financeira.
Normalmente, um analista quantitativo também precisará de extensas habilidades em programação de computadores, sendo as mais comuns: C, C ++, Java, R, MATLAB, Mathematica e Python.
Em modelagem de desempenho e risco de portifólios são cada vez mais usados métodos de análise e modelagem de ciência de dados e aprendizado de máquina, com isso pessoas com mestrado em ciência de dados e aprendizado de máquina tambẽm são contratados como analistas quantitativos.